# Biografielijst La

## Laa

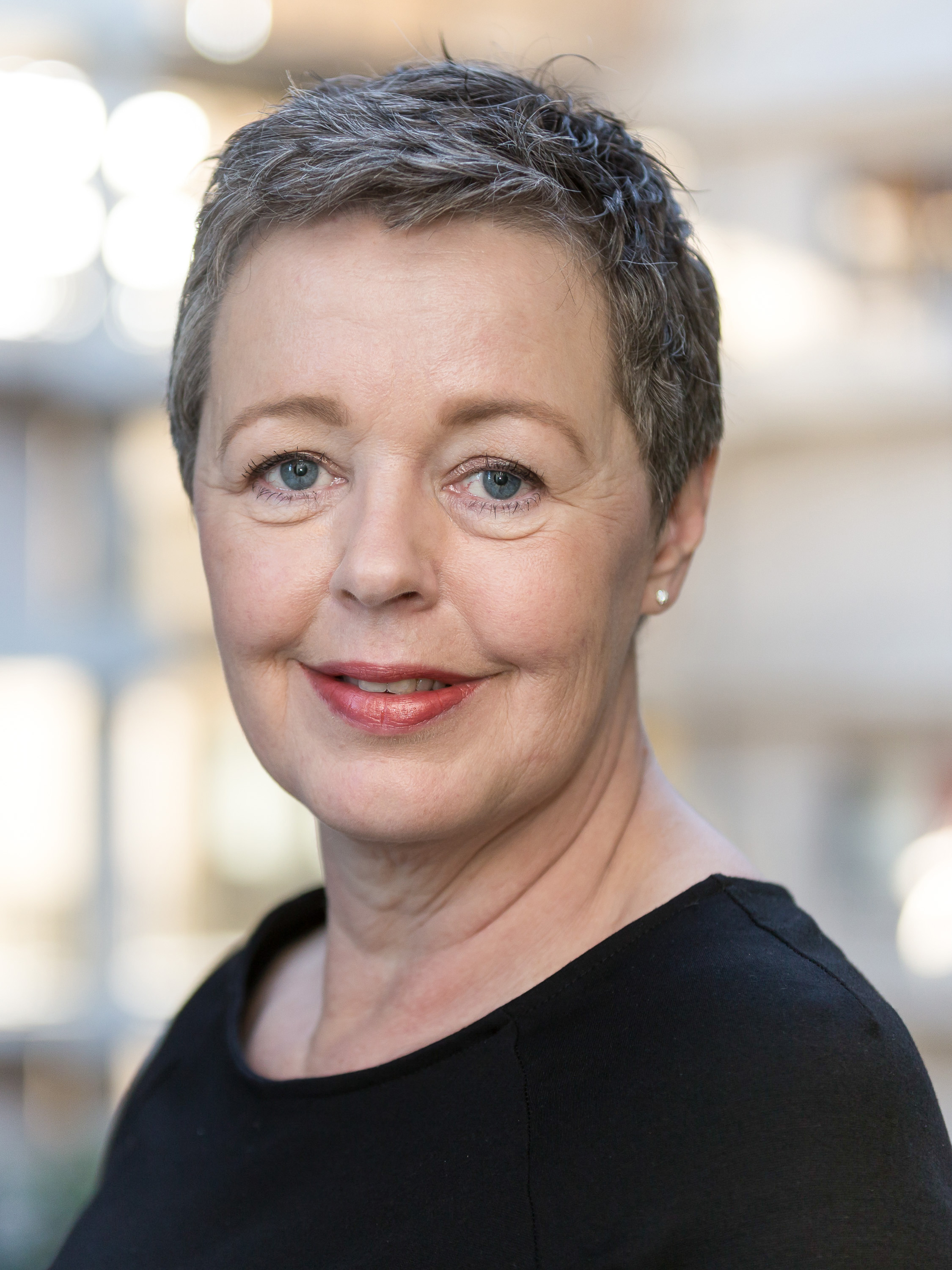
Ellen Laan

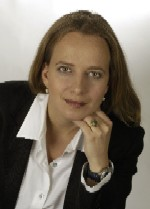
Lousewies van der Laan

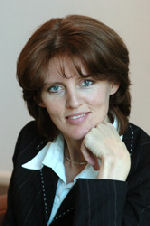
Medy van der Laan

- Ingeborg ter Laak (1973), Nederlands politica
- Jan ter Laak (1938-2009), Nederlands vredesactivist
- Jan ter Laak (1950-2006), Nederlands naamkundige en wiskundige
- Koen van de Laak (1982), Nederlands voetballer
- Ton van der Laaken (1953-2024), Nederlands korfballer, scheidsrechter en coach
- Kari-Pekka Laaksonen (1967), Fins autocoureur
- Simo Laaksonen (1998), Fins autocoureur
- Amine Laâlou (1982), Marokkaans atleet
- Martin Laamers (1967-2025), Nederlands voetballer
- Dick Laan (1894-1973), Nederlands kinderboekenschrijver
- Dick Laan (1922-1990), Nederlands politicus
- Eberhard van der Laan (1955-2017), Nederlands advocaat, politicus en bestuurder
- Ellen Laan (1962-2022), Nederlands seksuologe en psychologe
- Geert-Jan Laan (1943-2023), Nederlands (onderzoeks)journalist en publicist
- Jan ter Laan (1872-1956), Nederlands politicus
- Klaas Laan (1862-1932), Nederlands politicus
- K(ornelis) ter Laan (1871-1963), Nederlands taalkundige en politicus
- Lousewies van der Laan (1966), Nederlands politica en ambtenaar
- Medy van der Laan (1968), Nederlands politica
- Fadila Laanan (1967), Belgisch politica
- Mart Laar (1960), Estisch staatsman en historicus
- Dennis van de Laar (1994), Nederlands autocoureur
- Bart van der Laar, Nederlands producer
- Mirjam van Laar (1956), Nederlands atlete
- Ali Laarayedh (1955), Tunesisch politicus
- André de Laat (1908-1989), Nederlands pianist, accordeonist en componist

## Lab

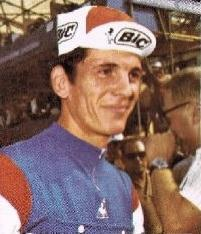
Bernard Labourdette in 1972

- Irakli Labadze (1980), Georgisch tennisser
- Ahmad Abu Laban (1946-2007), Egyptisch-Deens imam
- Darius Labanauskas (1976), Litouws darter
- Hervé La Barthe (1923-2007), Belgisch journalist
- Francisco Labastida Ochoa (1942), Mexicaans politicus
- Anton Labberton (1904-1987), Nederlands kunstschilder
- Lloyd LaBeach (1924-1999), Panamees atleet
- Charlotte Labee (1986), Nederlands model en presentatrice
- Shia LaBeouf (1986), Amerikaans acteur
- Henrik L'Abée-Lund (1986), Noors biatleet
- Jacques Julien Houtou de Labillardière (1755-1834), Frans botanicus
- Isabella Laböck (1986), Duits snowboardster
- Brian Labone (1940-2006), Engels voetballer
- Bernard Labourdette (1946-2022), Frans wielrenner
- William Labov (1927-2024), Amerikaans taalkundige
- Jean de La Bruyère (1645-1696), Frans essayist en moralist
- Zakaria Labyad (1993), Nederlands voetballer

## Lac

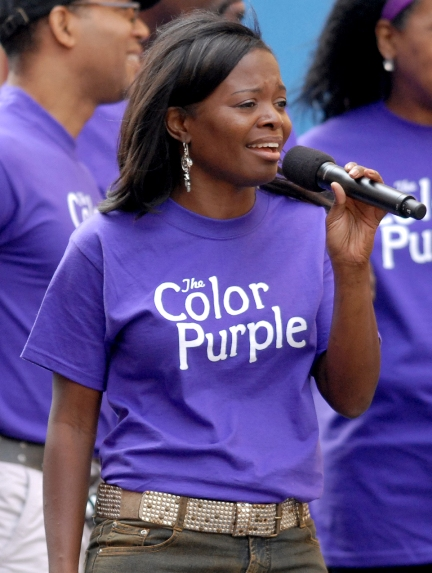
LaChanze (2006)

- Carlos Lacamara (1958), Amerikaans acteur
- Robert La Caze (1917-2015), Frans autocoureur
- Patrick Lachaert (1948-2012), Belgisch politicus
- Émile Lachapelle (1905-1988), Zwitsers roeier
- LaChanze (1961), Amerikaans actrice, zangeres en danseres
- Jagernath Lachmon (1916-2001), Surinaams politicus
- Ignaz Lachner (1807-1895), Duits violist, organist, componist en dirigent
- Manfred Lachs (1914-1993), Pools jurist en rechter van het Internationale Strafhof
- Stanislav Lachtjoechov (1987), Russisch zwemmer
- Adam Lacko (1984), Tsjechisch autocoureur
- Henrietta Lacks (1920-1951), Amerikaanse vrouw die aan de basis lag van de HeLa-cellijn
- Ernesto Laclau (1935-2014), Argentijns politicoloog
- Yvette Laclé (1955), Nederlands ex-prostituee, voorgangster, politica en hulpverleenster
- Pierre Choderlos de Laclos (1741-1803), Frans schrijver
- Bernard Lacombe (1952-2025), Frans voetballer en voetbalcoach
- Adolphe Lacomblé (1857-1935), Belgisch advocaat en fotograaf
- Régis Laconi (1975), Frans motorcoureur
- Nicola Lacorte (2007), Italiaans autocoureur
- Roberto Lacorte (1968), Italiaans ondernemer, zeiler en autocoureur
- Camille Lacourt (1985), Frans zwemmer
- Audrey Lacroix (1983), Canadees zwemster
- Christian Lacroix (1951), Frans modeontwerper
- Christian Lacroix of Lax (1949), Frans stripauteur
- Aniceto Lacson (1857-1931), Filipijns suikerbaron, grootgrondbezitter en revolutionair
- Arsenio Lacson (1911-1962), Filipijns politicus en burgemeester van Manilla
- Panfilo Lacson (1948), Filipijns politicus

## Lad
- Josef Lada (1887-1957), Tsjechisch kunstschilder en illustrator
- Osama bin Laden (1957-2011), Saoedi-Arabisch terrorist
- Anna Coleman Ladd (1878-1939), Amerikaanse beeldhouwster
- Dany Lademacher (1950-2025), Belgisch gitarist
- Eric Ladin (1978), Amerikaans acteur
- Matthew Ladley (1991), Amerikaans snowboarder
- Lady Gaga (1986), Amerikaans singer-songwriter
- Kirill Ladygin (1978), Russisch autocoureur
- Olga Ladyzjenskaja (1922-2004), Russisch wiskundige

## Lae
- Sturla Holm Lægreid (1997), Noors biatleet
- Gaius Laelius (ca.200 v.Chr.), Romeins generaal en staatsman
- Gie Laenen (1944), Vlaams-Belgisch schrijver, producer en crimineel
- Mon Laenen (1925-2011), Belgisch politicus
- Herman van Laer (1920-2005), Nederlands sportbestuurder
- Roger Laermans (1925), Belgisch atleet
- Diogenes Laërtius (3e eeuw), Grieks schrijver
- Johannes de Laet (1581-1649), (Zuid-)Nederlands geograaf en taalkundige
- Els Van Laethem (1973), Vlaams-Belgisch zangeres

## Laf
- Christien Lafeber (1922-2008), Nederlands psychiater
- Maarten Lafeber (1974), Nederlands golfer
- Frances Lefebure (1988), Belgisch actrice en presentatrice
- Perrine Laffont (1998), Frans freestyleskiester
- Guy Lafleur (1951-2022), Canadees ijshockeyer
- Sarah Lafleur (1980), Canadees (stem)actrice
- Don LaFontaine (1940-2008), Amerikaans stemacteur
- Jean de La Fontaine (1621-1695), Frans schrijver
- Jean de la Fontaine (1952), Luxemburgs graficus, kunstschilder en tekenaar
- Jules Laforgue (1860-1887), Frans dichter
- Jean-Louis Lafosse (1941-1981), Frans autocoureur
- Natalia Lafourcade (1984), Mexicaans zangeres, songwriter en musicus
- Nicolas Laframboise (2000), Canadees snowboarder
- Traute Lafrenz (1919-2023), Duits verzetsstrijdster

## Lag

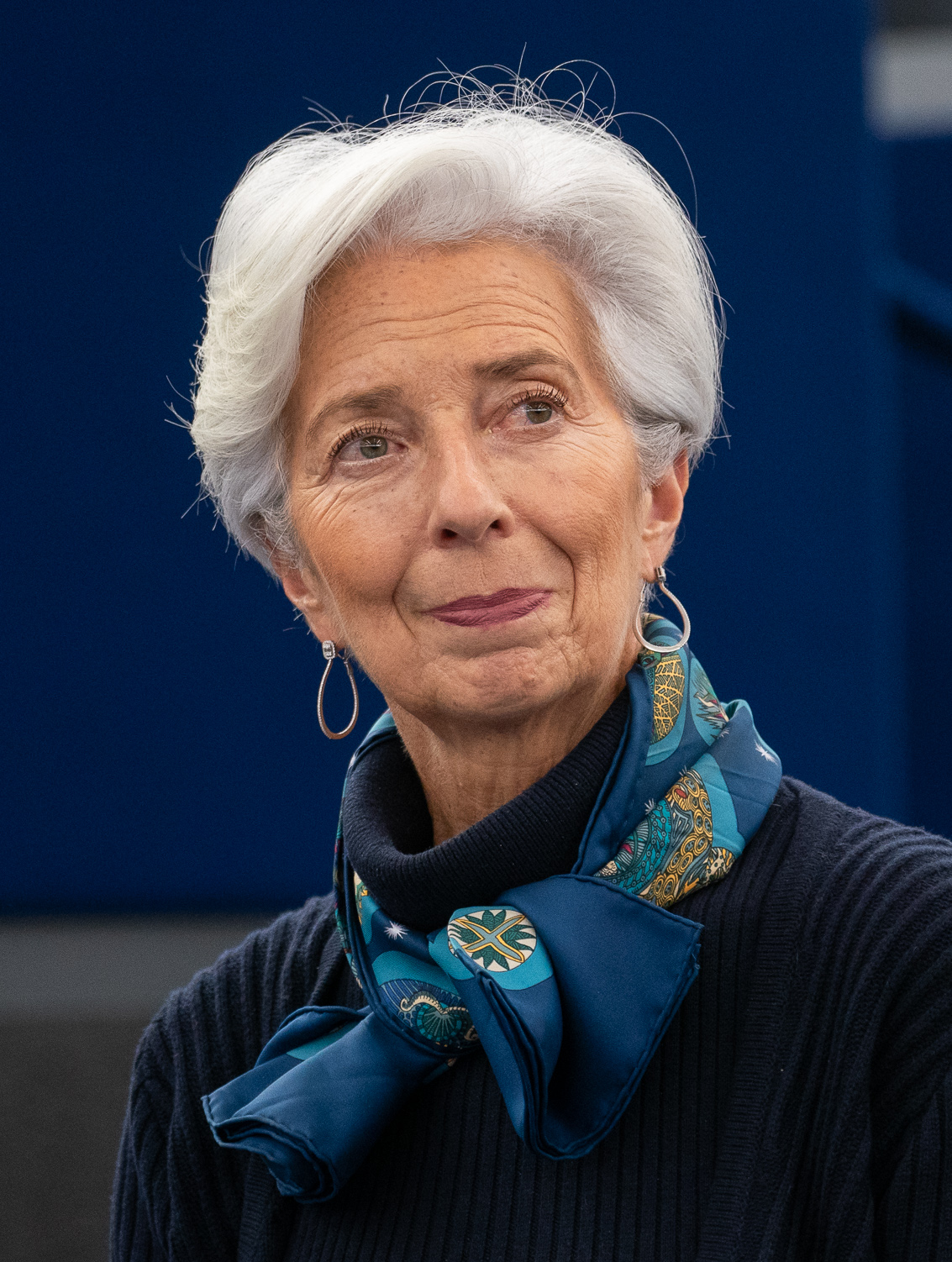
Christine Lagarde

- Bernard Lagacé (1930-2025), Canadees organist en klavecinist
- Antonio de La Gandara (1861-1917), Frans schilder
- Alicia Lagano (1979), Amerikaans actrice
- Alfred Lagarde (1948-1998), Nederlands dj
- Christine Lagarde (1956), Frans politica
- Bernard Lagat (1974), Keniaans-Amerikaans atleet
- Elijah Lagat (1966), Keniaans atleet
- Danilo Lagbas (1952-2008), Filipijns politicus
- Angel Lagdameo (1940-2022), Filipijns rooms-katholiek aartsbisschop
- Wim Lagendaal (1909-1987), Nederlands voetballer
- Lars Lagerbäck (1948), Zweeds voetbalcoach
- Caroline Lagerfelt (1947), Frans actrice
- Karl Lagerfeld (1933-2019), Duits modeontwerper
- Hendrik Lagerwaard (1922-2005), Nederlands jurist
- Flora Lagerwerf-Vergunst (1964), Nederlands onderwijzeres, juriste en politica
- Willy Lages (1901-1971), Duits oorlogsmisdadiger
- Scotty Lago (1987), Amerikaans snowboarder
- Jevgeni Lagoenov (1985), Russisch zwemmer
- Panagiotis Lagos (1985), Grieks voetballer
- Ricardo Lagos (1938), Chileens jurist, econoom en politicus
- Sokratis Lagoudakis (1861-1944), Grieks atleet en leprabestrijder
- Joseph-Louis Lagrange (1736-1813), Italiaans wiskundige en astronoom
- Edmond Laguerre (1834-1886), Frans wiskundige

## Lah

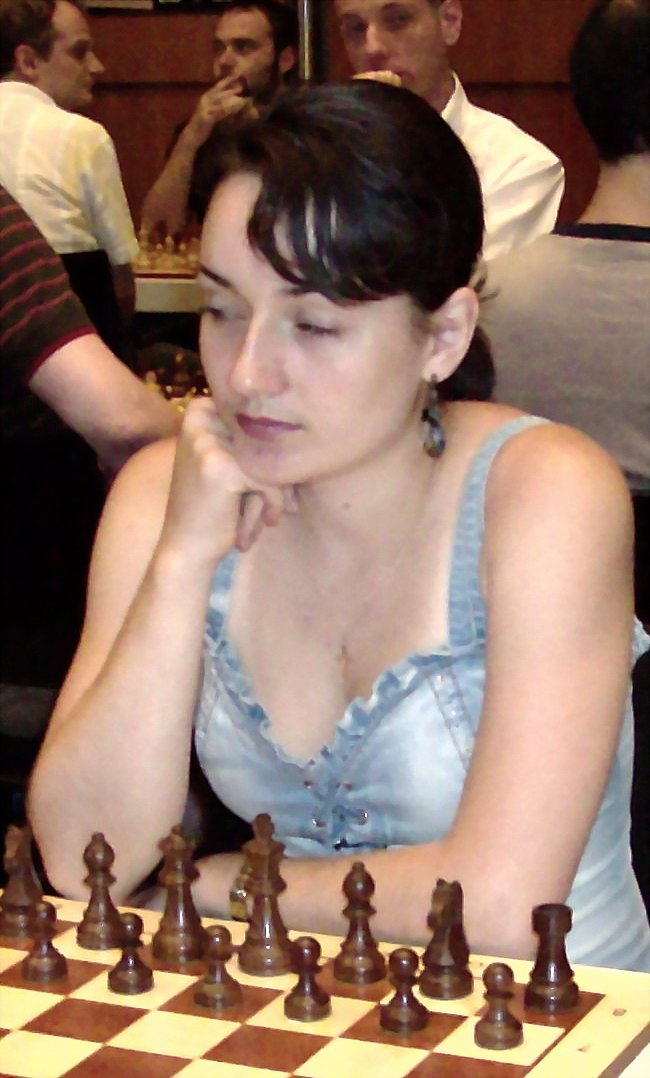
Kateryna Lahno

- Julien Lahaut (1884-1950), Belgisch politicus
- Caroline Lahaye (1984), Belgisch atlete
- Tim LaHaye (1926-2016), Amerikaans evangelist en christelijk schrijver
- Brahim Lahlafi (1968), Marokkaans atleet
- Kateryna Lahno (1989), Oekraïens schaakster
- Joop Lahnstein (1934-2018), Nederlands oud-politicus, onderwijzer en acteur
- Bert Lahr (1895-1967), Amerikaanse acteur en komiek
- Krista Lähteenmäki (1990), Fins langlaufster
- Janne Lahtela (1974), Fins freestyleskiër
- Christine Lahti (1950), Amerikaans actrice en regisseur
- Eino Lahti (1915-2003), Fins voetballer
- Aki Lahtinen (1958), Fins voetballer

## Lai
- Francis Lai (1932-2018), Frans componist
- Lai Sun Cheung (1950-2010), Hongkongs voetballer en voetbalcoach
- Johan Laidoner (1884-1953), Estisch opperbevelhebber
- Cleo Laine (1927-2025), Brits jazzzangeres
- Denny Laine (1944-2023), Brits zanger en muzikant
- Frankie Laine (1913-2007), Amerikaans zanger
- Matias Laine (1990), Fins autocoureur
- Melvin Laird (1922-2016), Amerikaans politicus
- Rick Laird (1941), Iers jazzmusicus

## Laj
- Kovacs Lajos (1886-1974), Nederlands dirigent

## Lak

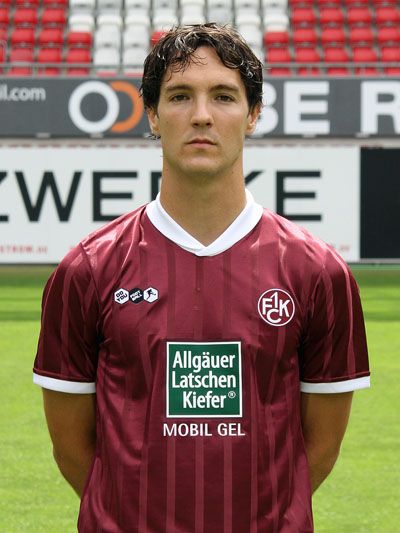
Srđan Lakić

- Imre Lakatos (1922-1974), Hongaars wetenschapsfilosoof
- Alice Lake (1895-1967), Amerikaans actrice
- Greg Lake (1947-2016), Brits muzikant
- Jay Lake (1964-2014), Amerikaans schrijver
- Mayhew Lester Lake (1879-1955), Amerikaans componist, muziekpedagoog, dirigent, arrangeur en violist
- Ricki Lake (1968), Amerikaans actrice en talkshowhost
- Veronica Lake (1922-1973), Amerikaans actrice en model
- Martijn Lakemeier (1993), Nederlands acteur
- Ruby Lake-Richards (1921-2023), Antiguaans arts en universitair docent
- Srđan Lakić (1983), Kroatisch voetballer
- Christine Lakin (1979), Amerikaans actrice
- Rani Lakshmibai (1828-1858), Indiaas koningin en rebel

## Lal
- Raghbir Lal (1929-2025), Indiaas hockeyer
- Pernille La Lau (1971), Nederlands tv-presentatrice
- Jérôme Lalande (1732-1807), Frans wiskundige en astronoom
- Pierre Lalemand (1855-1941), Belgisch politicus en vakbondsbestuurder
- Susan Lalic (1965), Engelse schaakster
- Irene Lalji (?-2021), Surinaams juriste
- Catherine Lallemand (1979), Belgisch atlete
- Andrea Lalli (1987), Italiaans atleet
- Édouard Lalo (1823-1892), Frans componist
- Ivet Lalova (1984), Bulgaars atlete

## Lam

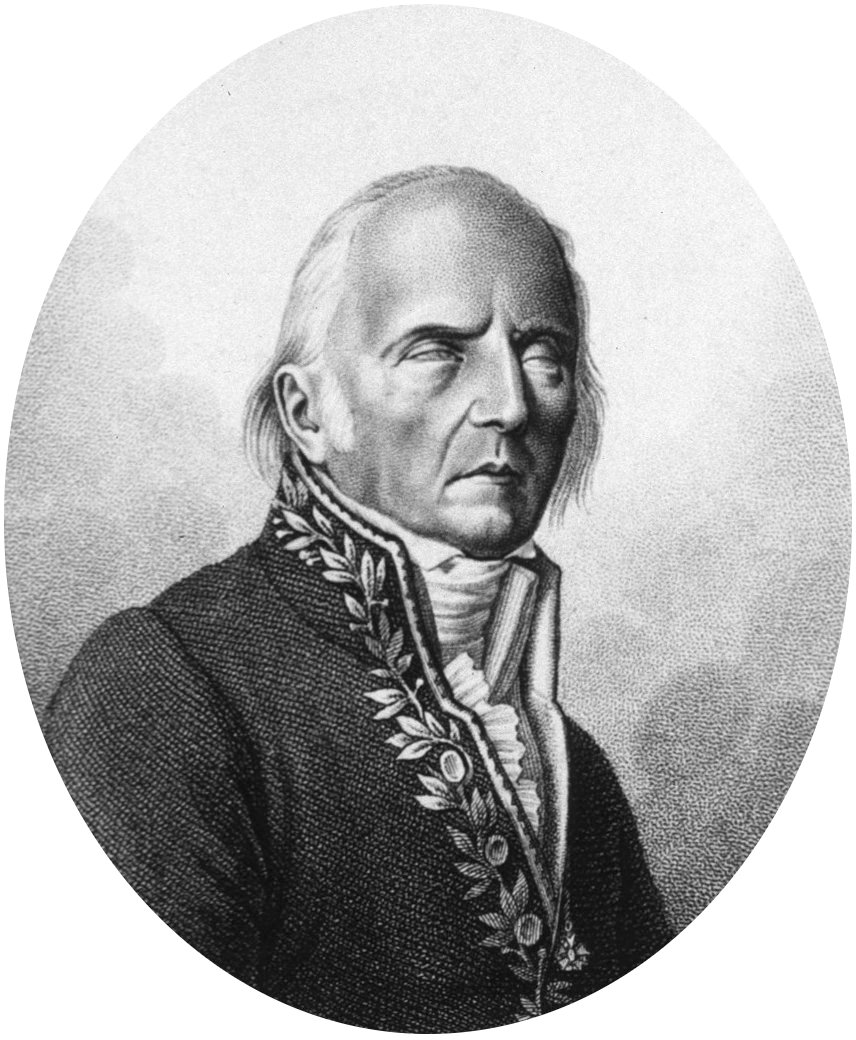
Jean-Baptiste de Lamarck

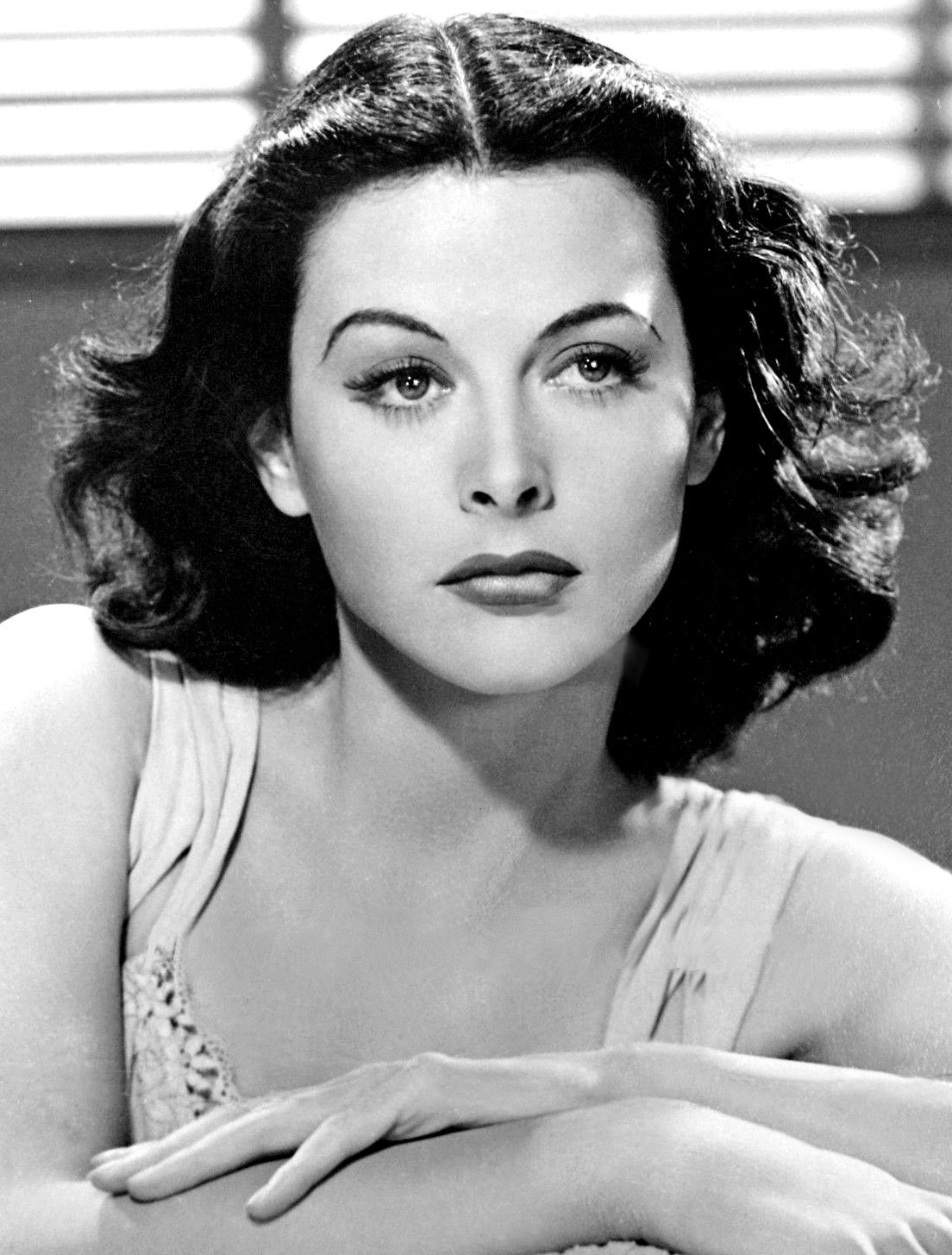
Hedy Lamarr

- Lam Kam San (1971), Macaus autocoureur
- Wifredo Lam (1902-1982), Cubaans schilder en beeldhouwer
- Jean-Baptiste de Lamarck (1744-1829), Frans bioloog
- Willem de Lamargelle (1590-1651), Nederlands bestuurder
- Hedy Lamarr (1914-2000), Oostenrijks-Amerikaans actrice
- Kim Lamarre (1988), Canadees freestyleskiester
- Alphonse de Lamartine (1790-1869), Frans dichter en staatsman
- Nigel Lamb (1956), Brits piloot
- Willis Lamb (1913-2008), Amerikaans natuurkundige en Nobelprijswinnaar
- Ineke Lambers-Hacquebard (1946-2014), Nederlands politicus
- Adam Lambert (1982), Amerikaans zanger, singer-songwriter en acteur
- Aylmer Bourke Lambert (1761-1842), Brits botanicus en taxonoom
- Benoît Lambert (1962), Belgisch atleet
- Bernard Lambert (1931-2014), Belgisch priester en abt
- Bertrand Lambert (1955-2013), Frans zeilwagenracer
- Camille Lambert (1874-1964), Belgisch kunstschilder
- Casimir Lambert (1827-1896), Belgisch industrieel en politicus
- Chantal Lambert (?), Belgisch presentatrice
- Charles de Lambert (1865-1944), Frans luchtvaartpionier
- Christophe Lambert (1987), Zwitsers voetballer
- Christopher Lambert (1957), Frans acteur
- Dave Lambert (1949), Brits zanger en gitarist
- Dean Lambert (1974), Zuid-Afrikaans golfer
- Declan Lambert (1998), Australisch voetballer
- Edouard Lambert (1816-1890), Belgisch advocaat en politicus
- Eric Lambert (1936-2020), Belgisch voetballer
- François Lambert (ca. 1486-1530), Frans theoloog en kerkhervormer
- Geert Lambert (1967), Belgisch politicus
- Georg Lambert (1939), Duits voetballer
- Gerard Lambert (1919-1945), Belgisch-Nederlands verzetsstrijder
- Guillaume Lambert (1818-1909), Belgisch ingenieur, mijnbouwkundige, ondernemer en hoogleraar
- Gunther Lambert (1928-2015), Duits ontwerper
- Joseph-François Lambert (1824-1873), Frans avonturier en slavenhandelaar
- Johann Heinrich Lambert (1728-1777), Duits-Zwitsers wetenschapper en grondlegger van de moderne cartografie
- Kit Lambert (1935-1981), Belgisch filmregisseur, muziekproducent en muziekmanager
- Lilian Lambert (1924-2009), Belgisch danseres, choreografe en regisseur
- Lucien Lambert (1907-1975), Belgisch politicus
- Marie Lambert (1935-1961), Zwitsers motorcoureur
- Marie-Claire Lambert (1948), Belgisch politica
- Mary Lambert (1989), Amerikaans singer-songwriter
- Michel Lambert (1610-1696), Frans zanger en componist
- Michel Lambert (1959), Canadees jazzdrummer en jazzcomponist
- Miranda Lambert (1983), Amerikaans countrymuzikante en singer-songwriter
- Nathalie Lambert (1963), Canadees langebaanschaatsster en shorttrackster
- Paul Lambert (1908-1996), Frans waterpoloër
- Paul Lambert (1969), Schots voetballer en voetbalcoach
- Pee Wee Lambert (1924-1965), Amerikaans countrymuzikant
- Raoul Lambert (1944), Belgisch voetballer
- Richard Lambert (1951), Brits componist, dirigent, muziekpedagoog, organist en pianist
- Rickie Lambert (1982), Engels voetballer
- Romain Lambert (1993), Belgisch atleet
- Ryan Lambert (1998), Australisch voetballer
- Samuel Lambert (1806-1875), Frans-Belgisch bankier
- Scrappy Lambert (1901-1987), Amerikaans jazzzanger
- Thomas Lambert (1984), Zwitsers freestyleskiër
- Yvonne Lambert (1905-2007), Belgisch politica en bestuurster
- Gerrit Lamberts (1776-1850), Nederlands tekenaar
- Karl-Heinz Lambertz (1952), Belgisch politicus
- Ralph Lambertz (1957), Nederlands beeldhouwer
- Gianpiero Lambiase (1980), Italiaans-Britse ingenieur
- Lars Lambooij (1988), Nederlands voetballer
- Paul Lamborelle (1871-1943), Belgisch syndicalist en politicus
- Ferruccio Lamborghini (1916-1993), Italiaans autobouwer
- Annick Lambrecht (1969), Belgisch politica
- Arthur Lambrecht (1904-1963), Belgisch kunstschilder
- Bart Lambrecht (1968), Belgisch arts en immunoloog
- Bjorg Lambrecht (1997-2019), Belgisch wielrenner
- Christophe Lambrecht (1970), Belgisch presentator
- Constant Lambrecht (1915-1993), Belgisch kunstschilder
- Eugeen Lambrecht (1937), Belgisch vakbondsbestuurder
- Félix Lambrecht (1819-1871), Frans politicus
- Fernand Lambrecht (1934), Belgisch dichter en schrijver
- Hendrik Karel Lambrecht (1848-1889), Belgisch bisschop
- Jef Lambrecht (1948-2016), Belgisch journalist
- Johan Lambrecht (1967), Belgisch econoom en hoogleraar
- Joos Lambrecht (ca. 1491-1556/1557), Vlaams drukker, lettersnijder en taalkundige
- Jozef Lambrecht (1913-1996), Belgisch politicus
- Mathias Lambrecht (ca. 1539-1602), Vlaams bisschop
- Roger Lambrecht (1916-1979), Belgisch wielrenner
- Roger Lambrecht (1931-2022), Belgisch ondernemer en voetbalclubvoorzitter
- Tim Lambrecht (1998), Belgisch basketballer
- Victor Lambrecht (1864-1948), Belgisch advocaat en Vlaams activist
- Albert Lambrechts (1915-1988), Belgisch politicus
- Annie Lambrechts (?), Belgisch rolschaatsster
- Charles Lambrechts (1753-1825), Zuid-Nederlands rechtsgeleerde, canonist en politicus
- Erik Lambrechts (1984), Belgisch voetbalscheidsrechter
- Esther Lambrechts (1919-2011), Belgisch zangeres, bekend onder de artiestennaam La Esterella
- Flor Lambrechts (1910-1990), Belgisch voetballer
- Frits Lambrechts (1937), Nederlands artiest en acteur
- Jean Lambrechts (1936), Belgisch componist, muziekpedagoog, dirigent en muziekcriticus
- Jerôme Lambrechts (1839-1896), Nederlands politicus
- Jos Lambrechts (1935-2015), Belgisch atleet
- Jozef Lambrechts (1918-1963), Belgisch politicus
- Jules Lambrechts (1882-1959), Belgisch brouwer en politicus
- Karel Lambrechts (1910-1994), Belgisch politicus
- Kevin Lambrechts (1983), Belgisch zwemmer
- Lambrecht Lambrechts (1865-1932), Belgisch schrijver en dichter
- Leonardus Lambrechts (1795-1865), Belgisch politicus
- Marc Lambrechts (1955), Belgisch grafisch kunstenaar en kunstschilder
- Marcel Lambrechts (1931), Belgisch atleet
- Pieter Lambrechts (1910-1974), Belgisch hoogleraar en politicus
- René Lambrechts (1923-1981), Belgisch schrijver en heemkundige
- Stefan Lambrechts (1977), Belgisch schrijver
- Ursie Lambrechts (1955), Nederlands politica
- Willem Lambrechts (1885-1954), Belgisch politicus
- Wim Lambrechts (1967-1992), Belgisch wielrenner
- Anna Lambrechts-Vos (1876-1932), Nederlands componiste
- Cor Lambregts (1958), Nederlands atleet
- Cornelius Lambregtse (1916-2004), Nederlands auteur
- Jacob Lambrichts (1873-1951), Belgisch leraar en Vlaams activist
- Paul Lambrichts (1954), Belgisch voetballer en voetbalcoach
- Marjon Lambriks (1949), Nederlands sopraan
- Ayad Lamdassem (1981), Marokkaans/Spaans atleet
- Fernando Lameirinhas (1944), Portugees zanger en songwriter
- Yago Lamela (1977-2014), Spaans atleet
- Cor Lamers (ca.1955), Nederlands politicus
- John Lamers (1940-2023), Nederlands zanger
- Uno Lamm (1904–1989), Zweeds elektrotechnicus en uitvinder
- Benjamin Lamme (1864-1924), Amerikaans elektrotechnicus
- Bertha Lamme (1869-1943), eerste vrouwelijke Amerikaans elektrotechnicus
- Harry Lamme (1935-2019), Nederlands waterpolospeler
- Adriaan François Lammens (1767-1847), Zeeuws jurist
- Alfons Lammers (1940), Nederlands historicus
- Jan Lammers (1926-2011), Nederlands atleet
- Jan Lammers (1956), Nederlands autocoureur
- Johan G. Lammers (1941-2025), Nederlands jurist
- Kim Lammers (1981), Nederlands hockeyster
- Lothar Lammers (1926-2012), Duits bedenker van het lottospel
- Jos Lammertink (1958-2024), Nederlands wielrenner
- Ingrid Lammertsma (1967), Nederlands speerwerpster
- Jenna Lamia (1982), Amerikaans actrice, filmproducente, scenarioschrijfster en stemactrice
- Floor van Lamoen (1966), Nederlands atleet
- Luc Lamon (1951-2016), Belgisch sportjournalist
- Gina LaMond, Amerikaans actrice en filmregisseuse
- Robert Lamoot (1911-1996), Belgisch voetballer
- Robia LaMorte (1970), Amerikaans actrice
- Julia Lamote (1897-1974), Belgisch syndicaliste
- Rénelle Lamote (1993), Frans atlete
- Ricardo Lamote de Grignon y Ribas (1889-1962), Spaans componist en dirigent
- Dieudonné LaMothe (1954), Haïtiaans langeafstandsloper
- Jake LaMotta (1922-2017), Amerikaans bokser
- Ellen La Motte (1873-1961), Amerikaans auteur
- Sabri Lamouchi (1971), Frans-Tunesisch voetballer en voetbalcoach
- Jocelyne Lamoureux (1989), Amerikaans ijshockeyster
- Monique Lamoureux (1989), Amerikaans ijshockeyster
- Frits Lamp (1905-1945), Nederlands atleet
- Jenny Lampa (1981), Zweeds actrice
- Yves Lampaert (1991), Belgisch wielrenner
- Frank Lampard (1978), Engels voetballer
- Johannes Lamparter (2001), Oostenrijks noordse combinatieskiër
- Padú Lampe (1920-2019), Arubaans musicus, componist, kunstschilder en schrijver
- Anamarija Lampič (1995), Sloveens langlaufster
- Hubert Lampo (1920-2006), Vlaams schrijver
- Chus Lampreave (1930-2016), Spaans actrice
- Günter Lamprecht (1930-2022), Duits acteur
- Wilhelm Lamszus (1881-1965), Duits schrijver
- Mark La Mura (1948), Amerikaans acteur
- Benoît Lamy (1945-2008), Waals-Belgisch filmregisseur en documentairemaker

## Lan

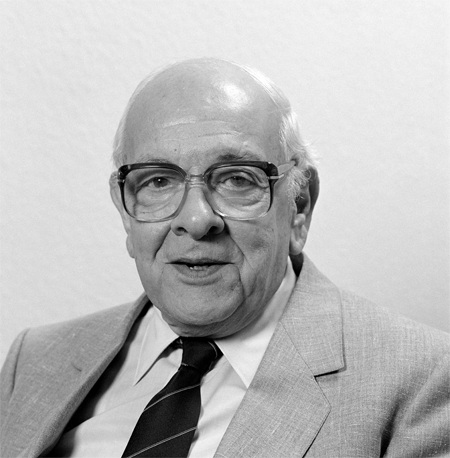
Joop Landré

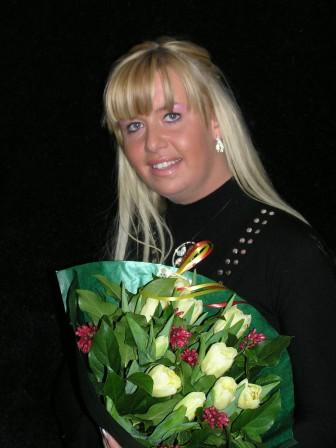
Charlène de Lange

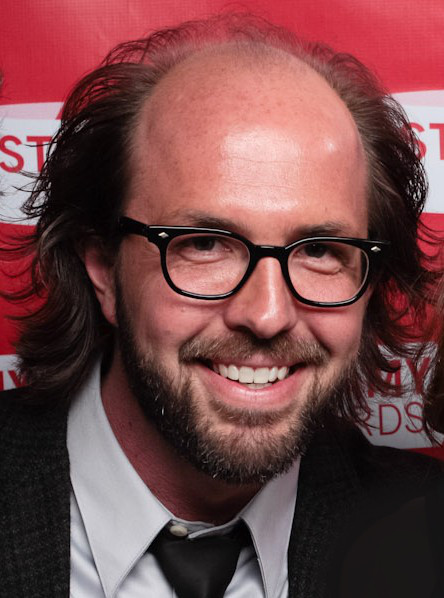
Eric Lange in 2010

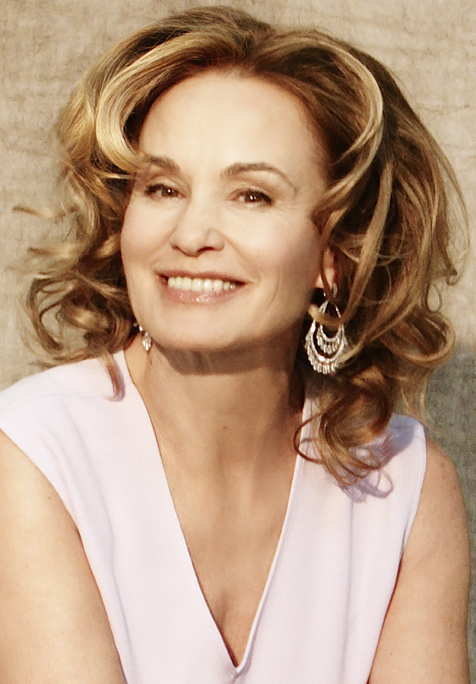
Jessica Lange

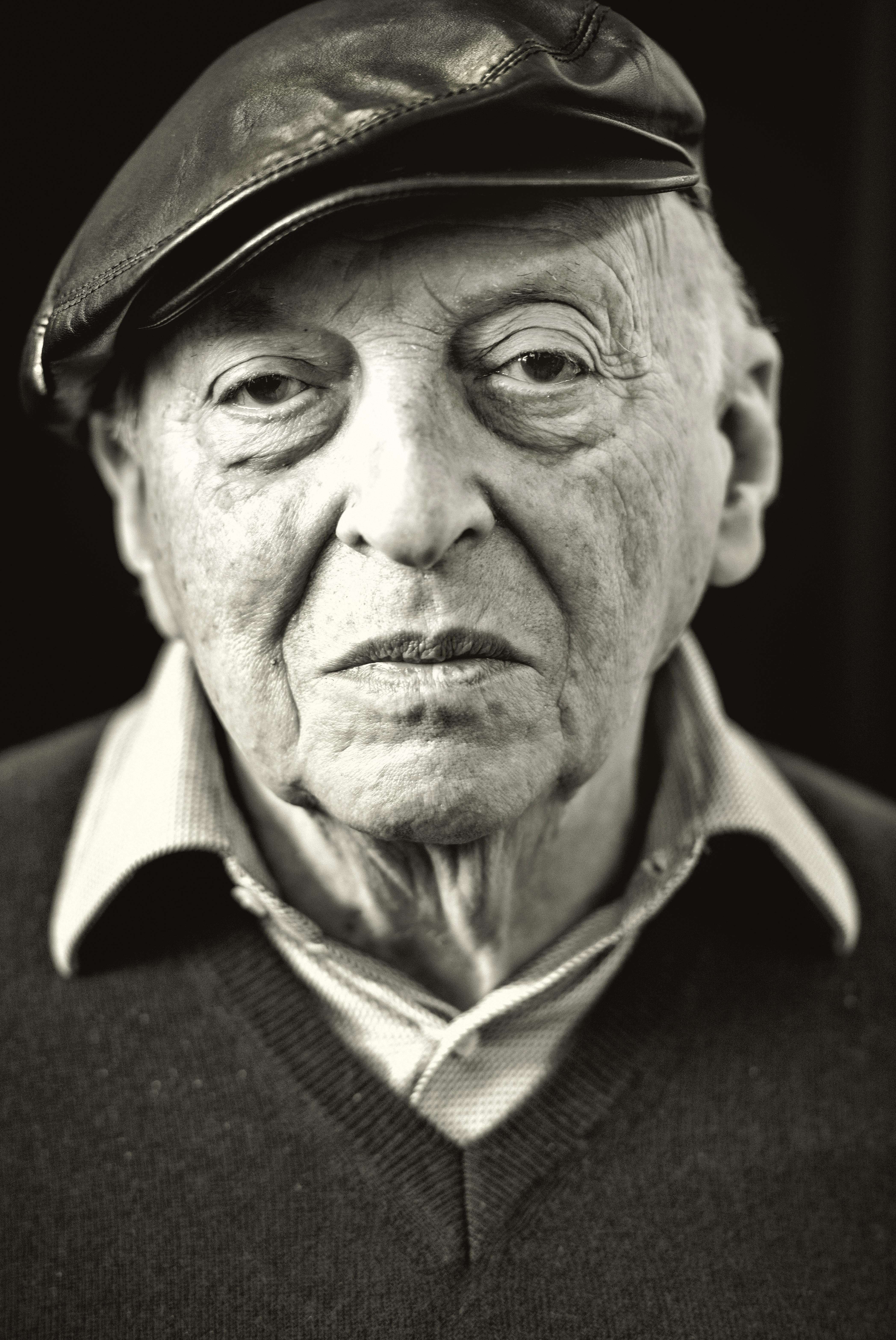
Octave Landuyt in 2014

- Jun Lana (1972), Filipijns schrijver van toneelstukken en filmscenario's
- Alan Charles Lancaster (1949-2021), Brits bassist en zanger
- Brett Lancaster (1979), Australisch wielrenner
- Burt Lancaster (1913-1994), Amerikaans acteur
- Jon Lancaster (1988), Brits autocoureur
- Marshall Lancaster (1974), Brits acteur
- René Lancee (1951), Nederlands politiefunctionaris
- Edwin Herbert Land (1909-1991), Amerikaans natuurkundige, ondernemer en uitvinder
- Tygo Land (2006), Nederlands voetballer
- Sipke van der Land (1937-2015), Nederlands televisiepresentator
- Konstantin Landa (1972-2022), Russisch schaker
- Jon Landau (1947), Amerikaans muziekrecensent en -producent
- Jon Landau (1960-2024), Amerikaans filmproducent
- Lev Landau (1908-1968), Sovjet-Russisch natuurkundige en Nobelprijswinnaar
- Martin Landau (1928-2017), Amerikaans acteur
- Samuel (Salo) Landau (1903-1943), Pools-Nederlands schaker
- Gustav Landauer (1870-1919), Joods-Duits politicus en filosoof
- John Lander (1907-1941), Brits roeier
- Rolf Landerl (1975), Oostenrijks voetballer
- Dominik Landertinger (1988), Oostenrijks biatleet
- Steve Landesberg (1936-2010), Amerikaans acteur
- Nils Landgren (1956), Zweeds musicus
- Henri Landheer (1899-1958), Nederlands marathonloper
- Floyd Landis (1975), Amerikaans wielrenner
- Wilma Landkroon (1957), Nederlands zangeres
- Yuri Landman (1973), Nederlands striptekenaar, zanger, musicus en muziekinstrumentontwerper
- Emil Landolt (1895-1995), Zwitsers politicus
- Richmond Landon (1898-1971), Amerikaans atleet
- Guillaume Landré (1905-1968), Nederlands componist
- Joop Landré (1909-1997), Nederlands omroepman
- Lou Landré (1939), Nederlands acteur
- Willem Landré (1874-1948), Nederlands componist
- Hendrika Landré-van der Kellen (1846-1903), Nederlands kunstschilder
- Henri Jan Landrieu (1845-1910), Belgisch politicus
- Andrew Landry (1987), Amerikaans golfer
- Paul-Ludwig Landsberg (1901-1944), Duits filosoof
- Rob Landsbergen (1960-2022), Nederlands voetballer
- Vytautas Landsbergis (1932), Litouws politicus, musicus, muziekwetenschapper en schrijver
- Valerie Landsburg (1958), Amerikaans actrice, scenarioschrijfster, televisieproducente, televisieregisseuse, zangeres en songwriter
- Karl Landsteiner (1868-1943), Oostenrijks patholoog en Nobelprijswinnaar
- Octave Landuyt (1922-2024), Vlaams kunstschilder, beeldhouwer (brons en keramiek), juwelenontwerper, graficus, industrieel ontwerper en ontwerper van toneeldecors, kostuums, textiel, meubelen en tapijten
- Renaat Landuyt (1959), Belgisch politicus
- Bernd Landvoigt (1951), Oost-Duits roeier
- Jörg Landvoigt (1951), Oost-Duits roeier
- Koos Landwehr (1911-1996), Nederlands botanicus
- Denny Landzaat (1976), Nederlands voetballer
- Willem Pieter Landzaat (1886-1940), Nederlands militair
- Barry Lane (1960-2022), Brits golfer
- Devinn Lane (1972), Amerikaans erotisch fotomodel en pornoster en schrijfster, regisseur en producer van pornofilms
- Francis Lane (1874-1927), Amerikaans atleet
- Ronnie Lane (1946-1997), Brits muzikant en songwriter
- Mark Lanegan (1964-2022), Amerikaans zanger en schrijver
- Tony Lanfranchi (1935-2004), Brits autocoureur
- Adolf Lang (1913-1993), Duits autocoureur
- Oliver Lang (????), Amerikaans paintballspeler
- Sebastian Lang (1979), Duits wielrenner
- Viktor von Lang (1838-1921), Oostenrijks natuurkundige
- Walter Lang (1896-1966), Zwitsers pianist, componist en muziekpedagoog
- Walter Lang (1896-1972), Amerikaans filmregisseur
- Walter Lang (1961-2021), Duits pianist
- Werner Lang (1922-2013), Duits automobiel-ingenieur
- Rutger Langaskens (1913-1984), Belgisch architect en politicus
- Mark Langaman, geboren als Mark Lassoe (1982-2024), Surinaams-inheems cultuurdrager
- Nancy Langat (1981), Keniaans atlete
- Philip Langat (1990), Keniaans atleet
- Anders Lange (1904-1974), Noors politicus
- André Lange (1973), Duits bobsleeër
- Andrew Lange (1957-2010), Amerikaans astrofysicus
- Bernd Lange (1955), Duits politicus
- Cees de Lange (1913-1974), Nederlands cabaretier, conferencier en presentator
- Charlène de Lange (1986), Nederlands zangeres
- Christian Lange (1869-1938), Noors historicus, leraar en politiek wetenschapper
- David Lange (1942-2005), Nieuw-Zeelands advocaat, openbaar aanklager en politicus (o.a. premier)
- Dorothea Lange (1895-1965), Amerikaans fotografe
- Eric Lange (1973), Amerikaans acteur
- Heike Lange (1955), (Oost)-Duits schaatsster
- Hippolyte Lange (1788-1869), Belgisch politicus
- Hope Lange (1931-2003), Amerikaans actrice
- Ilse de Lange (1977), Nederlands zangeres
- Jesper Lange (1986), Deens voetballer
- Jessica Lange (1949), Amerikaans actrice
- Jimmy Lange (1993), Nederlands stemacteur
- Joep Lange (1954-2014), Nederlands medicus
- John Frederick Lange (1931), Amerikaans filosoof en schrijver
- Karin de Lange (1964), Nederlands atlete
- Kristina Lange, Duits tibetologe en schrijfster
- Malcolm Lange (1973), Zuid-Afrikaans wielrenner
- Mads Lange (1807-1856), Deens handelaar
- Max Lange (1832-1899), Duits schaker
- Michael Lange (1983), Amerikaans wielrenner
- Patrick de Lange (1976), Nederlands honkballer
- Paul Lange (1857-1919), Duits muziekpedagoog, militaire kapelmeester en organist
- Robert Lange (1948), Zuid-Afrikaans muziekproducent
- Robine de Lange-Tegelaar (1962), Nederlands rechter
- Rudolf Lange (1910-1945), Duits naziofficier
- Rune Lange (1977), Noors voetballer
- Thomas Lange (1964), Duits roeier
- Ted Lange (1948), Amerikaans acteur, producent, regisseur en scenarioschrijver
- Ulrich Lange (?-1549), Duits cantor
- Vince de Lange (1965), Nederlands atletiekcoach
- Willy Lange (1921), Duits componist, muziekpedagoog en dirigent
- Ad Langebent (1933-1997), Nederlands journalist
- Lange Frans (1980), Nederlands rapper; pseudoniem van Frans Christiaan Frederiks
- Albert Langen (1869-1909), Duits uitgever
- Miek de Langen (1930-2019), Nederlands jeugdrechtgeleerde
- Carl Friedrich von Langen (1887-1934), Duits ruiter
- Ellen van Langen (1966), Nederlands atlete
- Eugen Langen (1833-1895), Duits ondernemer, ingenieur en uitvinder
- Johannes Langenaken (1880-1932), Nederlands acteur
- Arend Langenberg (1949-2012), Nederlands radionieuwslezer en voice-over
- Johannes Langenberg (1923-2002), Nederlands marineofficier
- Pieter Langendijk (1683-1756), Nederlands damastwever, patroontekenaar, toneelschrijver en dichter
- Eugène Langenraedt (1907-?), Belgisch atleet
- Hendrik Langens (1858-1933), Belgisch politicus
- Alfred Langenus (1929-2005), Belgisch atleet
- John Langenus (1891-1952), Belgisch voetbalscheidsrechter
- Jozef Langenus (1898-1987), Belgisch atleet
- A.J. Langer (1974), Amerikaans actrice
- Adolf Langer (1901-1986), Tsjechisch componist, dirigent, muziekpedagoog en publicist
- Manfred Langer (1952-1994), Oostenrijks-Nederlands disco-exploitant
- Robert Langers (1960), Luxemburgs voetballer
- Niels Langeveld (1988), Nederlands autocoureur
- Ron Langeveld (1966), Nederlands schaker
- Edgar Langeveldt (1966), Zimbabwaans stand-upcomedian, singer-songwriter en acteur
- Paul Langevin (1872-1946), Frans natuurkundige
- Elisabeth Langgässer (1899-1950), Duits schrijver
- Bruce Langhorne (1938-2017), Amerikaans folkmuzikant en filmcomponist
- Jenne Langhout (1918-2010), Nederlands hockeyer
- Walter Langley (1852-1922), Brits kunstenaar
- Anabelle Langlois (1981), Canadees kunstschaatsster
- Matt Langridge (1983), Brits roeier
- Lillie Langtry (1853-1929), Brits actrice
- Godfried Lannoo (1927-2012), Vlaams uitgever
- Joris Lannoo (1891-1971), Vlaams uitgever
- Luca Lanotte (1985), Italiaans kunstschaatser
- Hilaire Lannoy (1887-1984), Belgisch wielrenner en ondernemer
- Maria de Lannoy (1890-1968), Vlaams jeugdboekenschrijfster
- Micheline Lannoy (1925-2023), Belgisch kunstrijdster
- Paul Lannoye (1939-2021), Belgisch senator en Europarlementariër
- Angela Lansbury (1925-2022), Brits-Amerikaans-Iers actrice
- Johan Wilhelm van Lansberge (1830-1903), Gouverneur-Generaal van Nederlands-Indië
- Nicolaas Lansdorp (1885-1968), Nederlands architect
- Jan Lanser (1926-2019), Nederlands vakbondsbestuurder en politicus
- Robert Lansing (1928-1994), Amerikaans acteur
- Frans Lanting (1951), Nederlands natuurfotograaf
- John Lanting (1930-2018), Nederlands acteur, regisseur en theaterproducent
- Sander Lantinga (1976), Nederlands programmamaker en radio-dj
- Jos Lantmeeters (1964), Belgisch politicus
- Jozef Lantmeeters (1888-1946), Belgisch politicus
- Jack "Blackjack" Lanza (1935-2021) Amerikaans worstelaar
- Mario Lanza (1921-1959), Amerikaans operatenor en filmster
- Lorenzo Lanzi (1981), Italiaans motorcoureur
- Matthias Lanzinger (1980), Oostenrijks skiër

## Lao
- Lao Kim Lorn, bekend als Nuon Chea (1926-2019), Cambodjaans politicus en oorlogsmisdadiger

## Lap

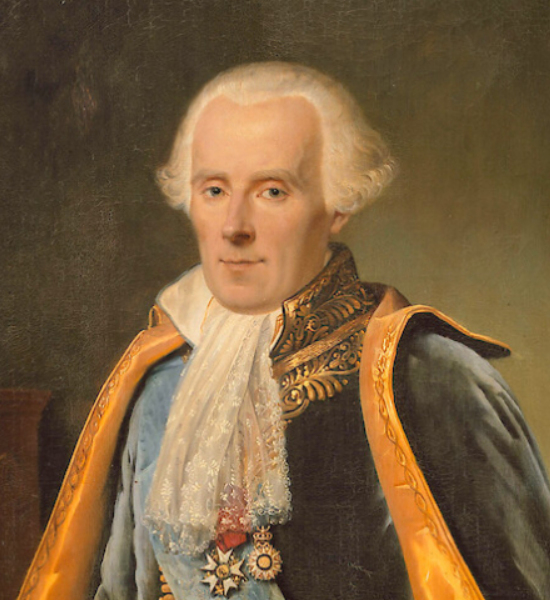
Pierre-Simon Laplace

- Hugo Lapalus (1998), Frans langlaufer
- Anthony LaPaglia (1959), Australisch acteur
- Jonathan LaPaglia (1969), Australisch acteur en filmregisseur
- Hubert Lapaille (1888-1985), Belgisch politicus en vakbondsbestuurder
- Nicolás Lapentti (1976), Ecuadoraans tennisser
- Lito Lapid (1955), Filipijns acteur en senator
- Tommy Lapid (1931-2008), Israëlisch politicus, journalist, columnist, publicist, tv-persoonlijkheid en (sport)bestuurder
- Yair Lapid (1963), Israëlisch politicus, tv-presentator, columnist, journalist, schrijver en acteur
- Cornelius a Lapide (1567-1637), Vlaams jezuïtisch geleerde
- Pinchas Lapide (1922-1997), Israëlisch diplomaat en joods theoloog
- Jules Lapierre (1996), Frans langlaufer
- Marina Lapina (1981), Azerbeidzjaans atlete
- Liza Lapira (1981), Amerikaans actrice
- Octave Lapize (1887-1917), Frans wielrenner
- Alison La Placa (1959), Amerikaans actrice
- Pierre-Simon Laplace (1749-1827), Frans wiskundige
- George Laport (1898-1945), Waals schrijver
- Albert de Lapparent (1839-1908), Frans geoloog

## Lar

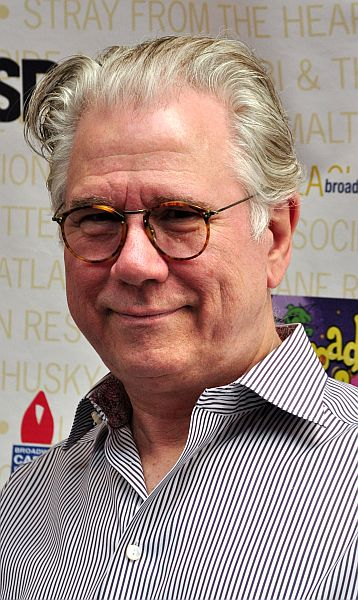
John Larroquette 2011

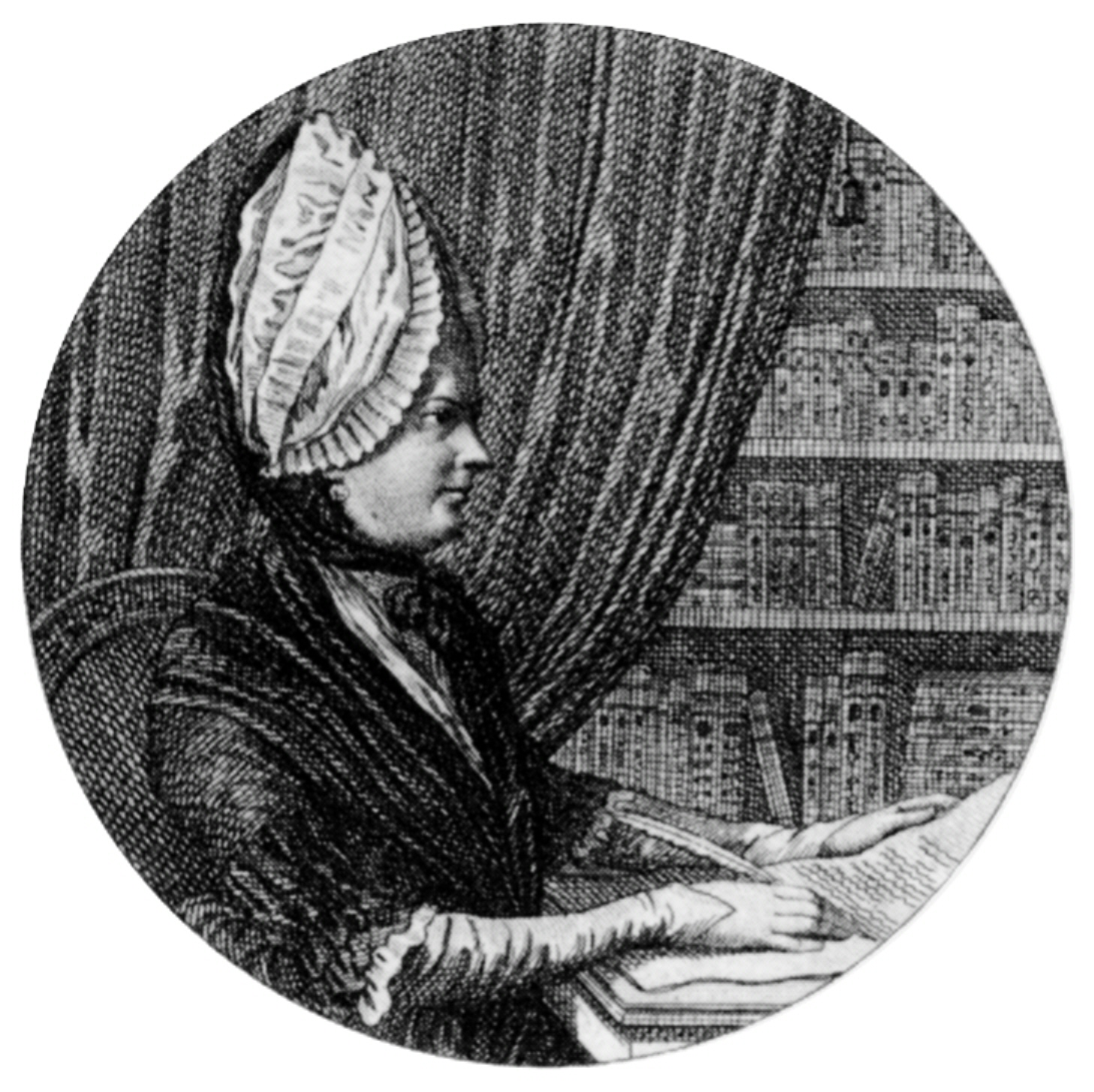
Sophie von La Roche, 1799

- Eduardo Lara (1959), Colombiaans voetbalcoach
- José Manuel Lara (1977), Spaans golfer
- Vincent Laresca (1974), Amerikaans acteur
- Leonida Lari (1949-2011), Roemeens politicus
- Benjamin Lariche (1987), Frans autocoureur
- Alfons Laridon (1926-2002), Belgisch politicus
- Eugeen Laridon (1929-1999), Belgisch geestelijke
- Hendrik Laridon (1935-2019), Belgisch politicus
- Lies Laridon (1969), Belgisch politica
- Louise Laridon (1850-1900), Belgisch verpleegster
- Roland Laridon (1936-2017), Belgisch bestuurder
- Andrea Larini (1968), Italiaans autocoureur
- Nicola Larini (1964), Italiaans autocoureur
- Serge Larivière (1957-2018), Belgische acteur
- Kenny Larkin (1968), Amerikaanse technoproducer
- Linda Larkin (1970), Amerikaans actrice
- Philip Larkin (1922-1985), Brits schrijver
- Andrej Larkov (1989), Russisch langlaufer
- Jean-François Larios (1956), Frans voetballer
- Maarten Larmuseau (1983), Belgisch geneticus, genealoog en bioloog
- Rik Larnoe (1897-1978), Belgisch voetballer
- Sophie von La Roche (1730-1807), Duits schrijfster
- Niels Laros (2005), Nederlands atleet
- John Larroquette (1947), Amerikaans acteur, filmregisseur en filmproducent
- Bent Larsen (1935-2010), Deens schaker
- Jan Peter Larsen (1979), Nederlands atleet
- Liz Larsen (1959), Amerikaans actrice
- Nicolai Bo Larsen (1971), Deens wielrenner
- Pernille Larsen (1992), Deens zwemster
- Breeja Larson (1992), Amerikaans zwemster
- Casey Larson (1998), Amerikaans schansspringer
- Jack Larson (1928-2015), Amerikaans acteur, filmproducent en toneelschrijver
- Lance Larson (1940-2024), Amerikaans zwemmer
- Samantha Larson (1988), Amerikaans bergbeklimster
- Åke Larsson (1921-2009), Zweeds componist, presentator, muzikant en muziekproducent
- Åsa Larsson (1966), Zweeds schrijfster
- Bo Larsson (1944-2023), Zweeds voetballer
- Carl Larsson (1853-1919), Zweeds kunstschilder
- Daniel Larsson (1987), Zweeds voetballer
- Gunnar Larsson (1951), Zweeds zwemmer
- Gustav Larsson (1980), Zweeds wielrenner
- Henrik Larsson (1971), Zweeds voetballer, floorballer en voetbalcoach
- Johan Larsson (1990), Zweeds voetballer
- Johanna Larsson (1988), Zweeds tennisster
- Lars-Erik Larsson (1908-1986), Zweeds componist, muziekpedagoog, dirigent, muziekproducent, organist en muziekcriticus
- Lisa Larsson (1967), Zweeds soprane
- Louise Larsson (1990), Zweeds golfspeeltser
- Magnus Larsson (1970), Zweeds tennisser
- Markus Larsson (1979), Zweeds alpineskiër
- Peter Larsson (1961), Zweeds voetballer
- Rune Larsson (1952), Zweeds voetbalscheidsrechter
- Sebastian Larsson (1985), Zweeds voetballer
- Stieg Larsson (1954-2004), Zweeds journalist en auteur
- Thora Larsson (1891-1919), Zweeds schoonspringster
- Ulf Larsson (1956-2009), Zweeds acteur, revueartiest, komiek en toneelregisseur
- Zara Larsson (1997), Zweeds zangeres
- Mats Larsson Gothe (1965), Zweeds componist, dirigent, pianist en trompettist
- Karin Larsson-Bergöö (1859-1928), Zweeds kunstenares
- Sabine Laruelle (1965), Waals-Belgisch politicus
- Pentti Larvo (1906-1954), Fins voetballer

## Las
- Jean-Paul de Lascaris de Castellar (1560-1657), grootmeester van de Orde van Malta van 1636 tot 1657
- David Lascher (1972), Amerikaans acteur
- Joan Lascorz (1985), Spaans motorcoureur en rallyrijder
- Pedro Lascuráin Paredes (1856-1952), Mexicaans politicus
- Theo Laseroms (1940-1991), Nederlands voetballer
- Frans Lasès (1949), Nederlands grafisch vormgever, scenarioschrijver en regisseur
- Cees Laseur (1899-1960), Nederlands acteur en regisseur
- Petra Laseur (1939-2025), Nederlands actrice
- William Lashner (1956), Amerikaans schrijver
- Maria Lasitskene (1993), Russisch atlete
- Jelena Lasjmanova (1992), Russisch atlete
- Emanuel Lasker (1868-1941), Duits schaker
- Else Lasker-Schüler (1869-1945), Duits schrijfster
- Mary Lasker (1900-1994), Amerikaans filantrope, activiste en lobbyiste
- Patricia Lasoen (1948-2023), Belgisch dichter en schrijver
- August Lass (1903-1962), Estisch voetballer
- Geertjan Lassche (1976), Nederlands televisiejournalist
- Georg Lassen (1915-2012), Duits onderzeebootkapitein
- Elise Lasser (2000), Belgisch atlete
- Jürgen Lässig (1943-2022), Duits autocoureur
- Lydia Lassila (1982), Australisch freestyleskiester
- Orlando di Lasso (1532-1594), Belgisch componist
- Mark Lassoe, geboren als Mark Langaman (1982-2024), Surinaams-inheems cultuurdrager
- Harald Lasswell (1902-1978), Amerikaans sociaal wetenschapper
- Gerben Last (1985), Nederlands paralympisch sporter
- James Last (1929-2015), Duits orkestleider en bassist
- Nikita Lastochkin (1990), Russisch autocoureur
- Pablo Lastras (1976), Spaans wielrenner

## Lat

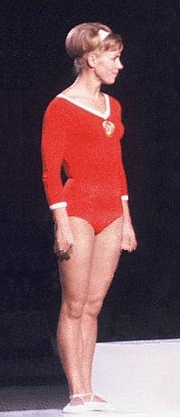
Larissa Latynina

- Jef Lataster (1922-2014), Nederlands atleet
- Yusef Lateef (1920-2013), Amerikaans jazzmuzikant en woordvoerder van de Ahmadiyya-moslimgemeenschap
- Jacob Lateiner (1928-2010), Cubaans-Amerikaans pianist
- Dick Latessa (1929-2016), Amerikaans acteur
- Bobbi Jo Lathan (1951), Amerikaans actrice en auteur
- Robert Lathouwers (1983), Nederlands atleet
- Lalla Latifa Hammou (1946-2024), Marokkaans lid van de koninklijke familie ('moeder van de koninklijke kinderen')
- Nicholas Latifi (1995), Canadees autocoureur
- Lewis Howard Latimer (1848-1928), Afro-Amerikaans uitvinder en tech. tekenaar
- Ivo Latin (1929-2002), Kroatisch politicus
- Raymond Latin (1910-1968), Belgisch syndicalist
- Ad Latjes (1950), Nederlands ondernemer
- Gérard Latortue (1934-2023), Haïtiaans politicus
- Louis Latouche (1829-1883), Frans kunstschilder
- Bruno Latour (1947-2022), Frans socioloog
- Erik Latour (1955), Nederlands televisieproducent
- Lamuré Latour (1953), Surinaams politicus
- Georges de La Tour (1593-1652), Frans schilder
- Chad La Tourette (1988), Amerikaans zwemmer
- Udo Lattek (1935-2015), Duits voetballer en voetbaltrainer
- Larissa Latynina (1934), Oekraïens gymnaste

## Lau

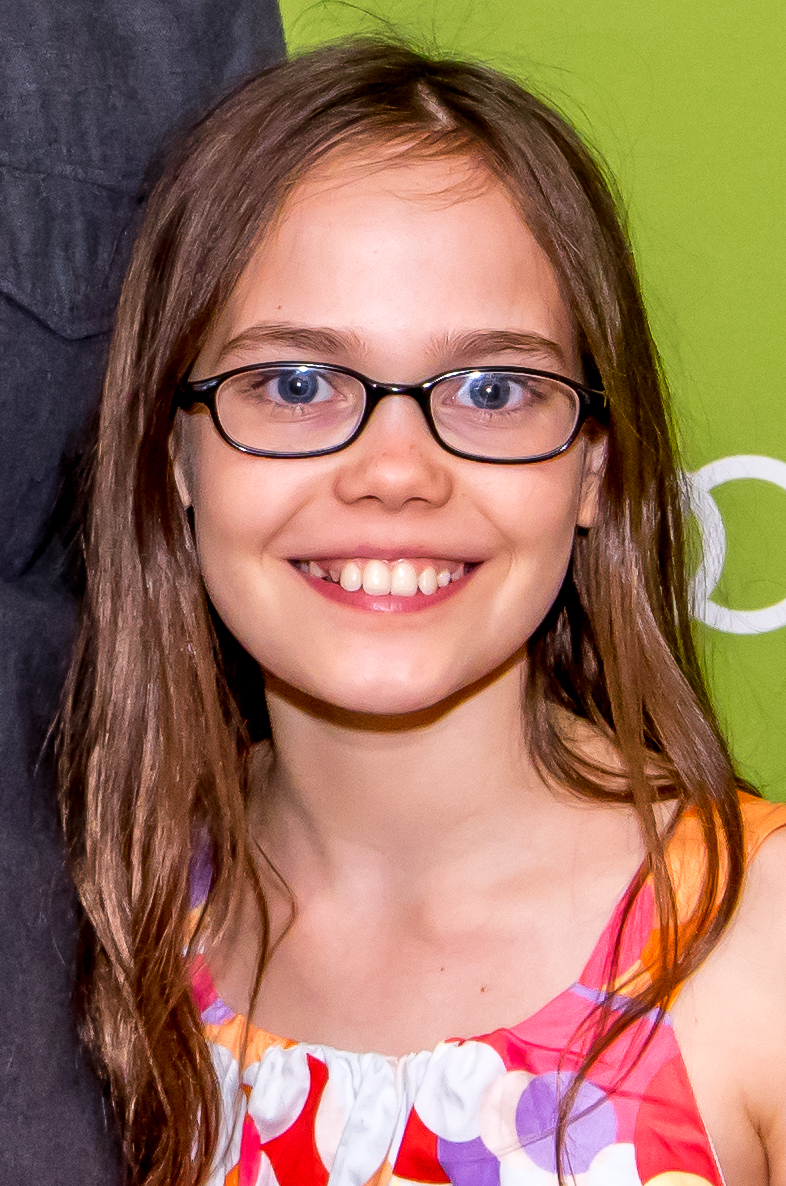
Oona Laurence (2015)

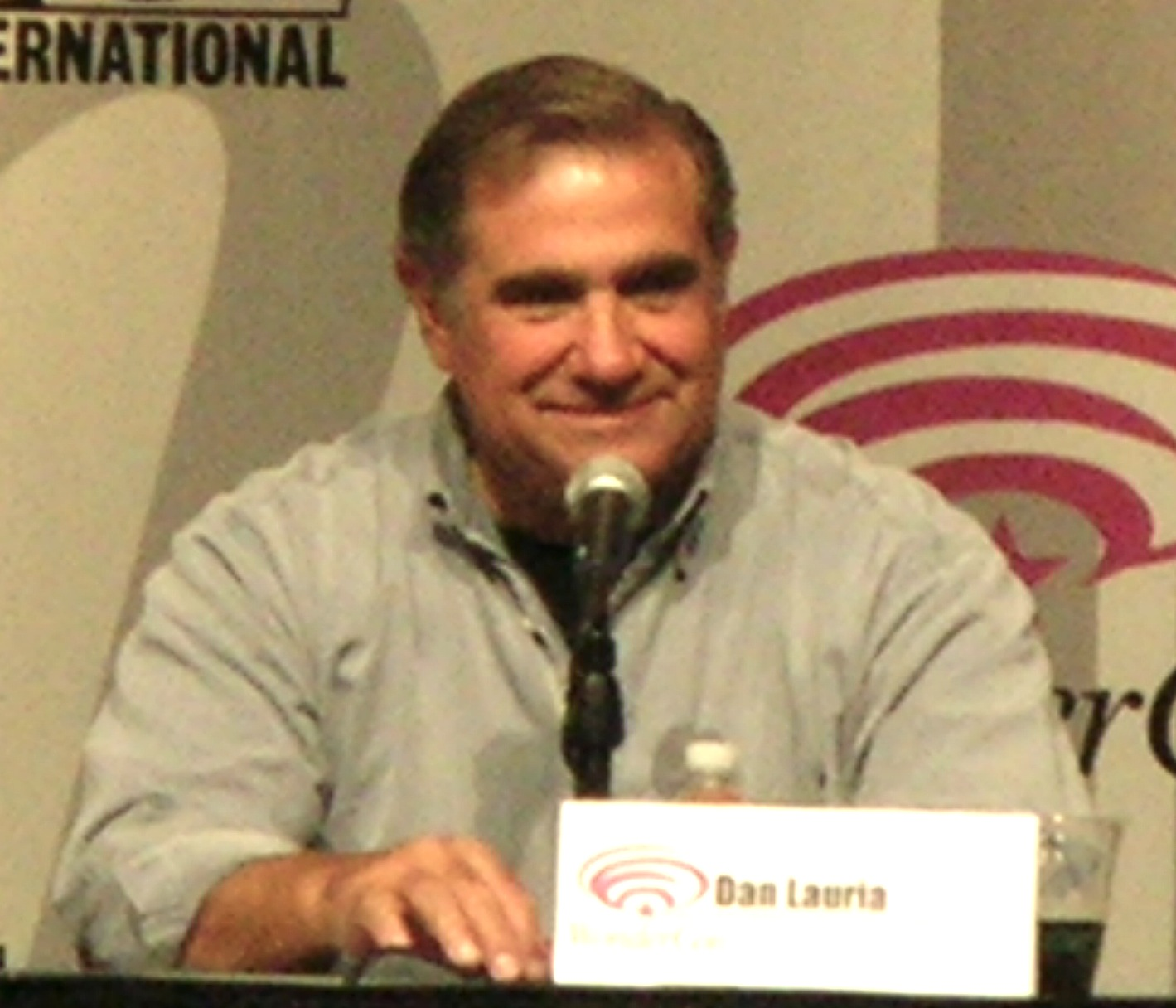
Dan Lauria (2009)

- Edgar Lau (1991), Hongkongs autocoureur
- Jasmijn Lau (1999), Nederlands atlete
- Kenneth Lau (1960), Hongkongs autocoureur
- Thé Lau (1952-2015), Nederlands muzikant en schrijver
- Manfred Lauber, Duits misdadiger
- Danny Lauby (1992), Amerikaans darter
- Niki Lauda (1949-2019), Oostenrijks autocoureur
- Estée Lauder (1906-2004), Amerikaans zakenvrouw
- Max von Laue (1879-1960), Duits natuurkundige en Nobelprijswinnaar
- Leo Lauer (1884-1931), Nederlands sportjournalist
- Martin Lauer (1937-2019), Duits atleet en schlagerzanger
- Robert Betts Laughlin (1950), Amerikaans natuurkundige en Nobelprijswinnaar
- Charles Laughton (1899-1962), Brits acteur
- Mari Laukkanen (1987), Fins biatlete en langlaufster
- Cyndi Lauper (1953), Amerikaans zangeres
- Arsenio Laurel (1931-1967), Filipijns autocoureur
- Stan Laurel (1890-1965), Brits-Amerikaans komiek
- Ralph Lauren (1939), Amerikaans modeontwerper
- Arnold I van Laurenburg († vóór 1154), graaf van Laurenburg (1124–1148)
- Arnold II van Laurenburg († 1158/59), graaf van Laurenburg (1151–1158)
- Dudo van Laurenburg († vóór 1124), graaf van Laurenburg (1093–1117)
- Rupert I van Laurenburg († vóór 1154), graaf van Laurenburg (1124–1152)
- Rupert II van Laurenburg († ca. 1159), graaf van Laurenburg (1154–1158)
- Rupert van Laurenburg, Duits edelman, de oudst bekende voorouder van het huis Nassau
- Ashley Laurence (1966), Amerikaans actrice
- Oona Laurence (2002), Amerikaans jeugdactrice
- prins Laurent (1963), Belgisch prins
- Thomas Laurent (1998), Frans autocoureur
- Martin Lauret (1971), Nederlands atleet
- Harriet Laurey (1924-2004), Nederlands kinderboekenschrijfster en dichteres
- Tine Laureyns (?), Vlaams actrice
- Ghislain Laureys (1924-1995), Belgisch dichter
- Jan Laureys (1881-1955), Belgisch medicus, politicus, bestuurder en Vlaams activist
- Jimmy Laureys (1981), Belgisch krachtsporter
- Jonas Laureys (1991), Belgisch voetballer
- Mieke Laureys (1974), Belgisch actrice
- Steven Laureys (1968), Belgisch neuroloog en hoogleraar
- Vic Laureys (1939), Belgisch politicus
- Wally Laureys (1943/1944-2005), Belgisch ondernemer, clown en circusdirecteur
- Dan Lauria (1947), Amerikaans acteur, filmproducent, filmregisseur en scenarioschrijver
- Marie-Jade Lauriault (1996), Canadees-Frans kunstschaatsster
- Hugh Laurie (1959), Brits komiek
- Piper Laurie (1932-2023), Amerikaans actrice
- Ran Laurie (1915-1998), Brits roeier
- Hanna-Renate Laurien (1928-2010), Duits politica en rooms-katholiek activiste
- Martin Lauriks (1959), Nederlands paralympisch sporter
- Per Laursen (1966), Deens darter
- Jan Laurys (1952), Belgisch syndicalist en politicus
- Camille Laus (1993), Belgisch atlete
- Frank Lautenberg (1924-2013), Amerikaans politicus
- Ed Lauter (1938-2013), Amerikaans acteur
- Andrew Lauterstein (1987), Australisch zwemmer
- Georges Lautner (1926-2013), Frans filmregisseur en scenarioschrijver
- John Lautner (1911-1994), Amerikaans architect
- Richard Lauwaars (1940), Nederlands jurist
- Dirk Lauwaert (1944-2013), Vlaams schrijver, docent en criticus
- Achiel Lauwers (1864-1910), Belgisch priester en sociaal voorman
- Christophe Lauwers (1972), Belgisch voetballer
- Conraad Lauwers (1632-1685), Brabants graveur
- Emiel Lauwers (1858-1921), Vlaams Beweger, arts en vertaler
- Engelbert Lauwers (1788-1872), Belgisch politicus
- Herman Lauwers (1953), Belgisch politicus
- Huub Lauwers (1915-2004), Nederlands verzetsstrijder
- J.M. Lauwers (1881-1965), Nederlands schoolhoofd en heemkundige
- Jan Lauwers (1938), Belgisch wielrenner
- Jan Lauwers (1957), Belgisch kunstenaar
- Nicolaas Lauwers (1600-1652), Vlaams graveur
- Pieter Lauwers (1760-?), Vlaams burgemeester
- Renée Lauwers (1923), Belgisch dichteres, bekend onder het pseudoniem "Reninca"
- Sofie Lauwers (1991), Belgisch atlete
- Valère Lauwers (1958), Belgisch zanger, bekend als Jo Vally
- Willy Lauwers (1936-1959), Belgisch wielrenner
- Wine Lauwers (1985), Belgisch zangeres en radiopresentatrice

## Lav

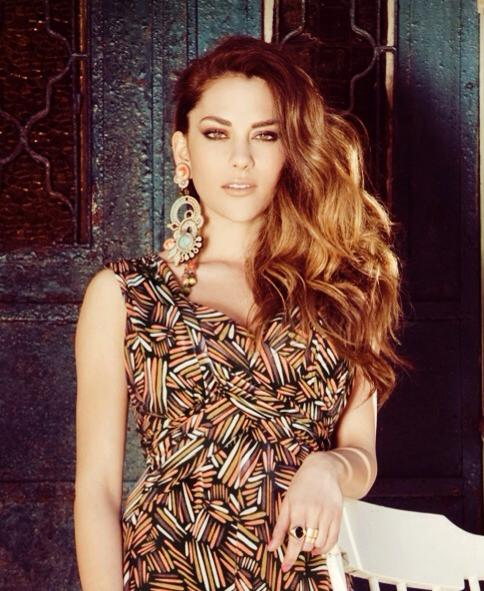
Inbar Lavi

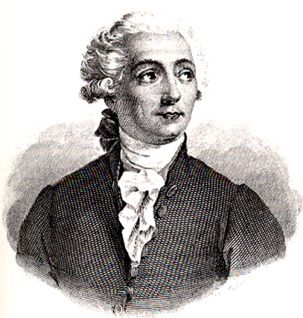
Antoine Lavoisier

- Joaquín Salvador Lavado (1932-2020), Argentijns cartoonist en striptekenaar
- Gustaf de Laval (1845-1913), Zweeds uitvinder en ingenieur
- David Lavaux (1964), Belgisch politicus
- Ian Lavender (1946-2024), Brits acteur
- Vincent Lavenu (1956), Frans wielrenner en ploegleider
- Rod Laver (1938), Australisch tennisser
- Alphonse Laveran (1845-1922), Frans medicus en Nobelprijswinnaar
- Nynke Laverman (1980), Nederlands zangeres en songwriter
- Eugene Laverty (1986), Iers motorcoureur
- Michael Laverty (1981), Noord-Iers motorcoureur
- Anton LaVey (1930-1997), Amerikaans satanist
- Guido de Lavezaris (?-?), Spaans gouverneur-generaal van de Filipijnen
- Inbar Lavi (1986), Israëlisch/Amerikaans actrice
- Raffi Lavie (1937-2007), Israëlisch kunstschilder, kunstleraar en muziek- en kunstcriticus
- Avril Lavigne (1984), Canadees popzangeres
- Jules Lavigne (1901-1957), Belgisch voetballer
- Gregorio Lavilla (1973), Spaans motorcoureur
- Renaud Lavillenie (1986), Frans atleet
- Linda Lavin (1937-2024), Amerikaans actrice en zangeres
- Mario Lavista (1943-2021), Mexicaans componist en schrijver
- Antoine Lavoisier (1748-1794), Frans scheikundige
- Adam LaVorgna (1981), Amerikaans acteur
- Harrie Lavreysen (1997), Nederlands baanwielrenner
- Kirill Lavrov (1925-2007), Russisch acteur
- Natalja Lavrova (1984-2010), Russisch ritmisch gymnaste en Olympisch kampioene

## Law

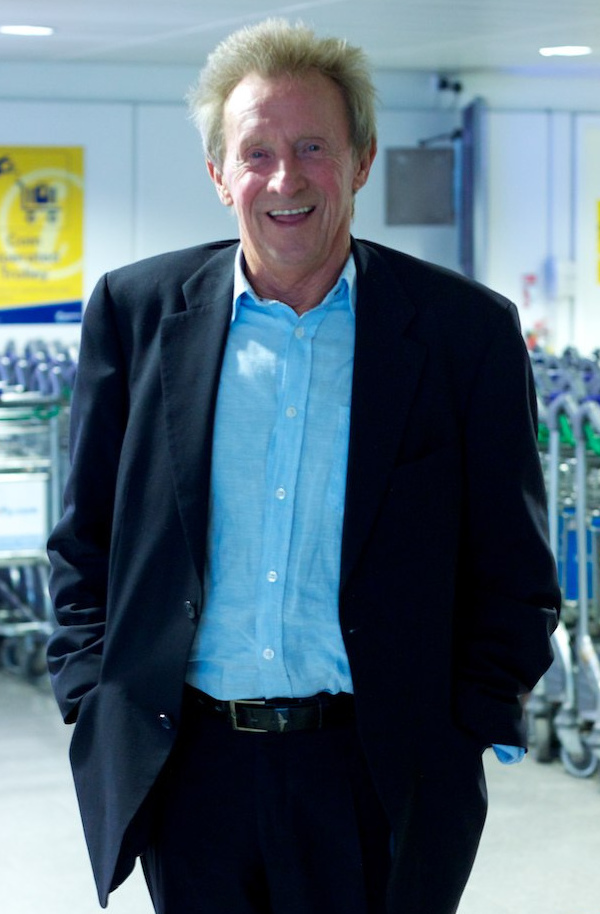
Denis Law

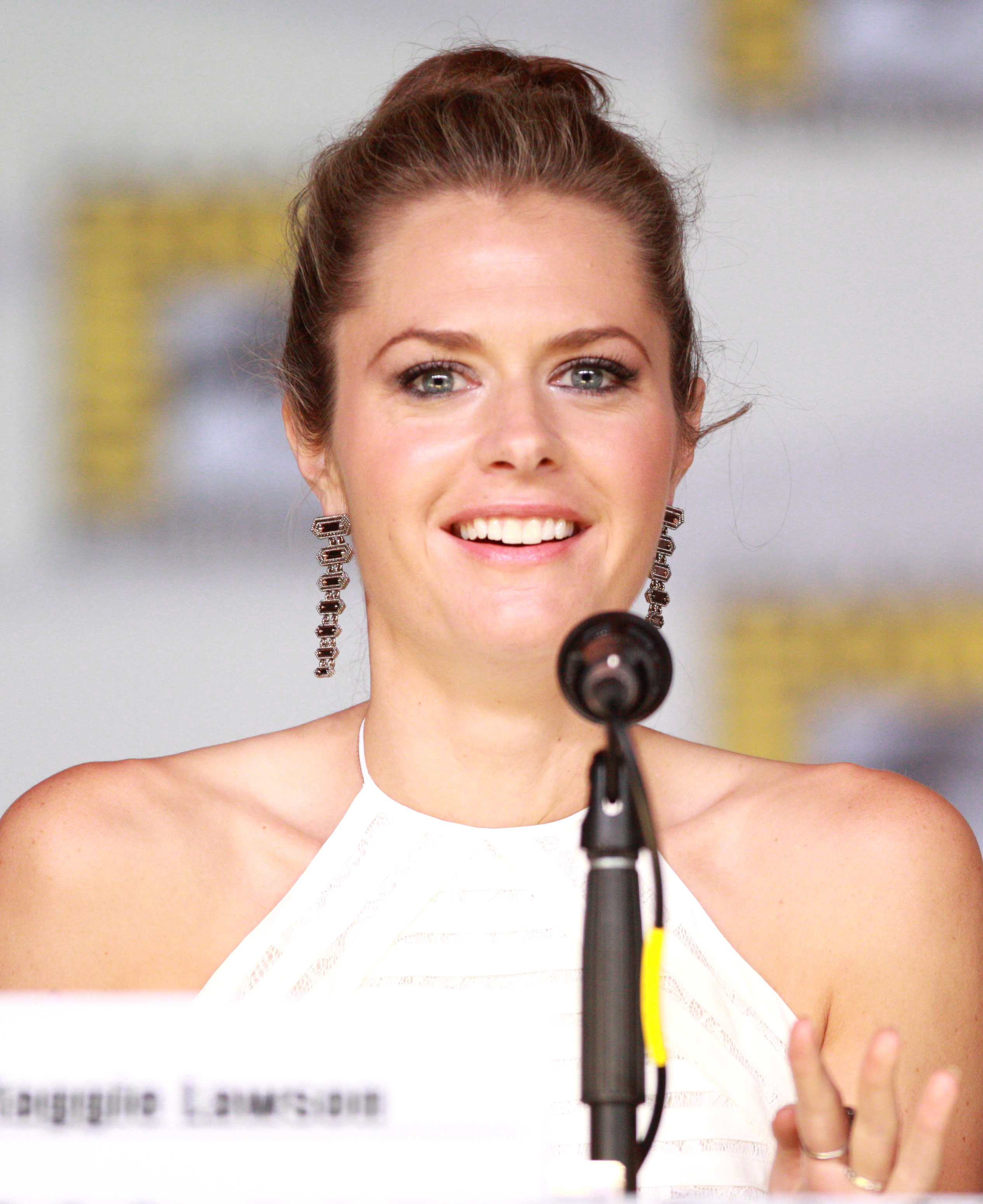
Maggie Lawson, 2013

- Darren Law (1968), Amerikaans autocoureur
- Denis Law (1940-2025), Schots voetballer
- John Law (1671-1729), Schots econoom
- Jude Law (1972), Brits acteur
- Garba Lawal (1974), Nigeriaans voetballer
- William Lawes (1602-1645), Brits componist
- Blackie Lawless (1956), Amerikaans heavymetalzanger
- Lucy Lawless (1968), Nieuw-Zeelands actrice
- Colin Lawrence (1970), Brits acteur
- D.H. Lawrence (1885-1930), Engels dichter, essayist, leraar, literatuurcriticus, (toneel)schrijver en vertaler
- Ernest Lawrence (1901-1958), Amerikaans natuurkundige en Nobelprijswinnaar
- Jennifer Lawrence (1990), Amerikaans actrice
- Martin Lawrence (1965), Amerikaans acteur en komediant
- Scott Lawrence (1963), Amerikaans acteur
- Steve Lawrence (1935-2024), Amerikaans entertainer
- Liam Lawson (2002), Nieuw-Zeelands autocoureur
- Maggie Lawson (1980), Amerikaans actrice
- Nigel Lawson (1932-2023), Brits journalist en politicus
- Nigella Lawson (1960), Engels kok, televisiepresentatrice en publiciste
- Rick Lawson (1964), Nederlands jurist
- Twiggy Lawson (1949), Brits supermodel, actrice en zangeres
- William Lawvere (1937-2023), Amerikaans wiskundige

## Lax
- Peter Lax (1926-2025), Hongaars-Amerikaans wiskundige

## Lay
- Kenneth Lee Lay (1942-2006), Amerikaans topman
- Sam Lay (1935-2022) Amerikaans blueszanger en -drummer
- Jaime Laya (1939), Filipijns minister en gouverneur van de Filipijnse Centrale Bank
- Stephen Laybutt (1977-2024), Australisch voetballer
- Jack Layton (1950), Canadees politicus

## Laz
- Bernard Lazare (1865-1903), Joods-Frans anarchist, journalist, literatuurcriticus, polemist en publicist
- Mylène Lazare (1987), Frans zwemster
- Cliff Lazarenko (1952), Engels darter
- Vasili Lazarev (1928-1990), Russisch kosmonaut
- Mladen Lazarević (1984), Servisch voetballer
- Lazarus (1e eeuw), Joods persoon uit de Bijbel
- George Lazenby (1939), Australisch acteur
- Bob Lazier (1938-2020), Amerikaans autocoureur
- Buddy Lazier (1967), Amerikaans autocoureur
- Flinn Lazier (1999), Amerikaans autocoureur
- Jaques Lazier (1971), Amerikaans autocoureur
- Annie Lazor (1994), Amerikaans zwemster
- Ali Lazrak (1948-2016), Marokkaans-Nederlands politicus